# Agrotis mollis
Agrotis mollis är en fjärilsart som beskrevs av Walker 1870. Agrotis mollis ingår i släktet Agrotis och familjen nattflyn. Inga underarter finns listade i Catalogue of Life.